# بوابة عشتار

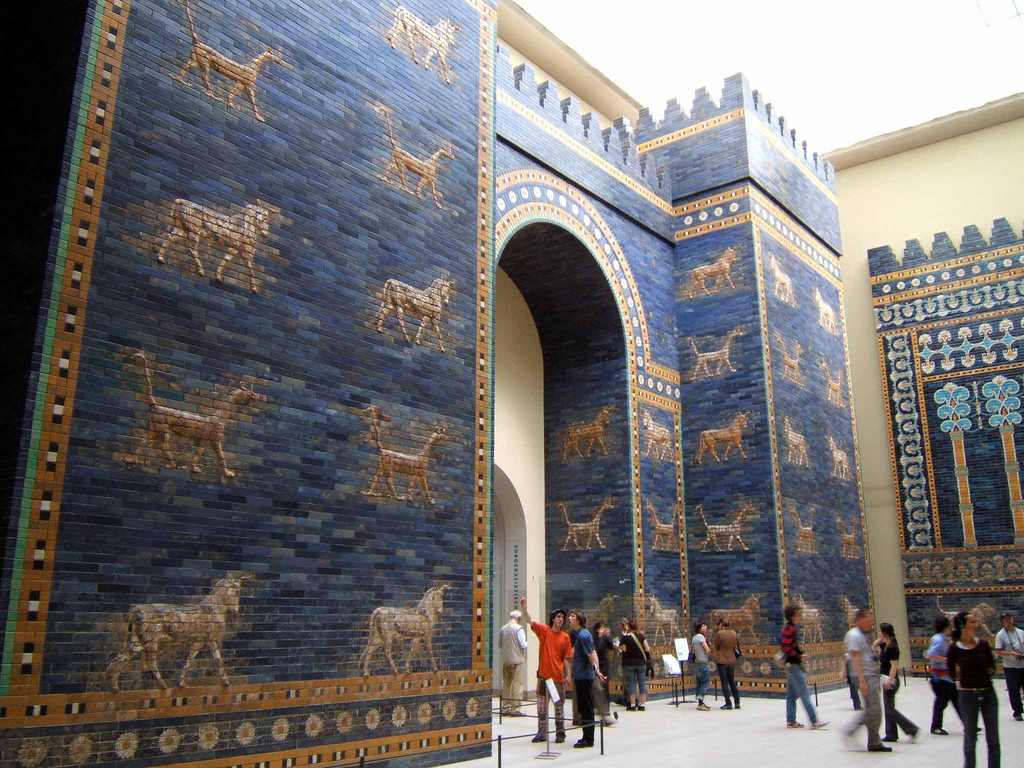
بوابة عشتار في متحف بيرغامون

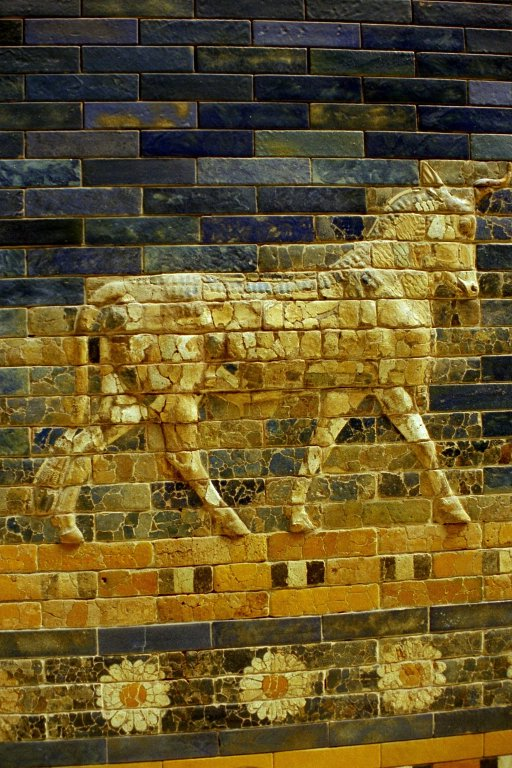
صورة الحصان على البوابة

بوابة عشتار (باللغة الآشورية:ܕܵܪܘܲܐܙܵܐ ܕܥܲܫܬܵܪ) هي البوابة الثامنة لمدينة بابل الداخلية، والتي بناها نبوخذ نصر عام 575 ق.م في شمالي المدينة إهداءً لعشتار آلهة البابليين. ولقد كشف المنقب الألماني روبرت كولدواي في عام 1899م عن أول معالم هذه المدينة.
عثر الألمان على بوابة عشتار الأصلية في أيام الدولة العثمانية، ونقلت إلى ألمانيا ووضعت في متحف بيرغامون في برلين ولاتزال موجودة في المتحف إلى الوقت الحالي. والبوابة على اسم إلهة الزهرة (عشتار) وهي تعني حسب أساطير بابل أنها المتحكمة في أمور البشر لأنها عشيقة كبار الآلهة (اونو، انليل، اشور)، وقيل أن نبوخذ نصر الثاني بناها حبًا لزوجته، والبوابة مكسوة بكاملها بالمرمر الأزرق والرخام الأبيض والقرميد الملون. وكانت مزينة بـ 575 شكلًا حيوانيًا بارزًا منها التنين المعروف بالسيروش والثيران. وعلى جدرانها تماثيل جدارية تمثل الأسد والثور والحيوان الخرافي المسمى (مشخشو) وهو يمثل رمز الآلهة مردوك.
وكانت تعتبر البوابة التي هي جزء من أسوار مدينة بابل واحدة من إحدى عجائب الدنيا السبع في العالم حتى القرن 6 إذ تم استبدالها بمنارة الإسكندرية.
بني أصغر استنساخ للبوابة في العراق في عهد حكم الرئيس أحمد حسن البكر وكذلك مبنى مدخل المتحف الذي لم يكتمل، وقد وقعت الأضرار عليهِ منذ غزو العراق عام 2003. وكذلك مدخل بيت النحات العراقي سالم الحتحوت الذي عرف بشغفه وحبه للآثار العراقية فصمم ونحت واجهة بيته كنسخة من بوابة عشتار في بابل وزينها بالثيران والتنين
وكانت المواكب تدخل من بوابة عشتار، وهي البوابة الرئيسة لسور المدينة الداخلي، والبوابة الرئيسة إلى شارع الموكب الذي يعد الشارع الرئيس لمدينة بابل والطريق المقدس الذي يربط المدينة ببيت الأحتفالات الدينية المعروف ببيت«أكيتو» ويخترق شارع الموكب من بوابة عشتار في اتجاهه نحو الجنوب، ثم بعد ذلك يمتد حتى يكون بالقرب من الجهة الشرقية للقصر الجنوبي، ومن خلال البوابة يتم العبور إلى قناة«ليبيل حيكال» عبر جسر خشبي إلى معبد (نابو شخاري) الواقع إلى الجهة الغربية منها، ويستمر الشارع جنوباً أيضاً بمحاذاة سور الزقورة ومعبد أيساكلا منعطفاً غرباً حتى يتم الوصول إلى نهر (أراختو) وهو الجدول المنساب بمياه نهر الفرات.
و لقد أطلق البابليون على القسم الشمالي من الشارع الذي يبدأ من بوابة عشتار شمالي المدينة الداخلية ثم يمتد جنوباً حتى ينحرف غرباً بين زقورة بابل ومعبد مردوخ متصلاً بالجسر المسمى جسر (بور- شابو) ومعنى هذا الاسم (لن يعبر العدو) والقسم الجنوبي من الشارع أطلق عليه اسم عشتار لاموسو أو مياشو وهي عبارة تعني عشتار حامية جيوشنا.
ويبلغ ارتفاع باب عشتار مع الأبراج خمسين متراً وعرضها ثمانية أمتار والباب محاط بالأبراج الجميلة والعجيبة، وكانت المواكب تدخل من بوابة عشتار إلى المدينة الداخلية، ويعود تاريخ بناء بوابة عشتار إلى حقبة زمنية سابقة لعهد الملك نبوخذ نصر البابلي، لكنه عمرها وزاد في بنيانها بحيث غدت أكثر جمالاً وتميزاً وهو من زينها بالتنين والثيران، وبالطابوق المصقول المطلي، وهو الذي وضع الأبواب بعد أن غطاها بالنحاس وثبت فيها مغاليق ومفاصل من مادة البرونز وهي مازالت موجودة في متحف ألمانيا في برلين.

## صور البوابة

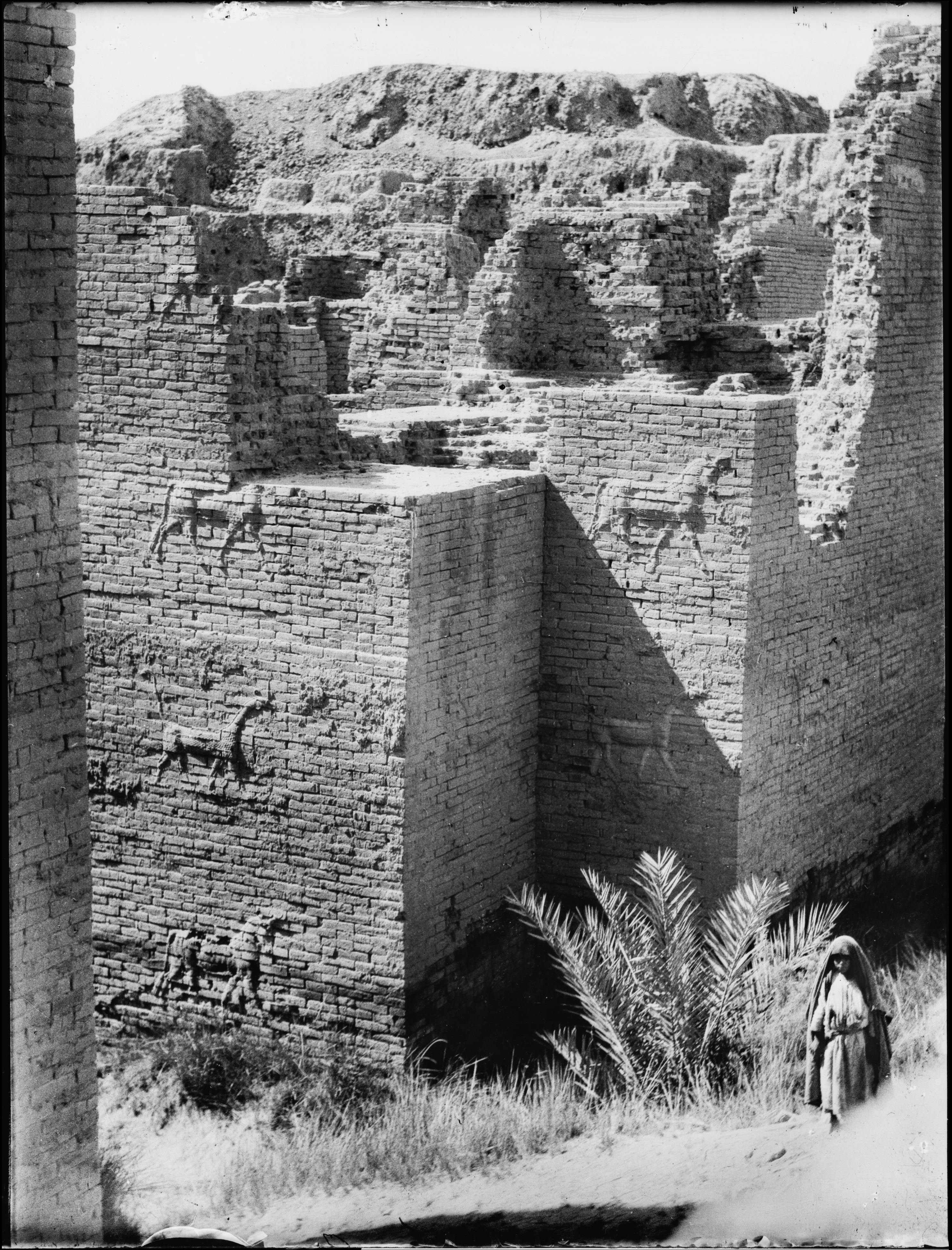
صورة لاثار البوابة من حفريات 1930
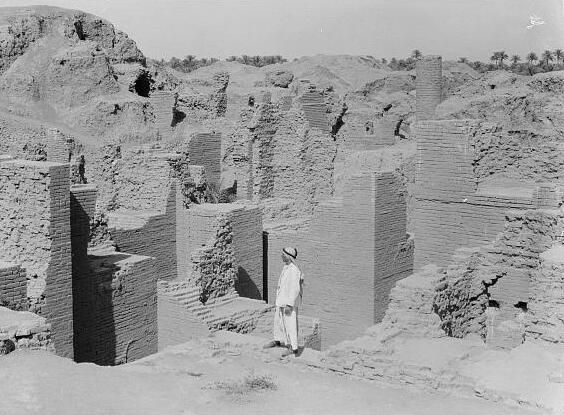
آثار بابل قرب بوابة عشتار 1932
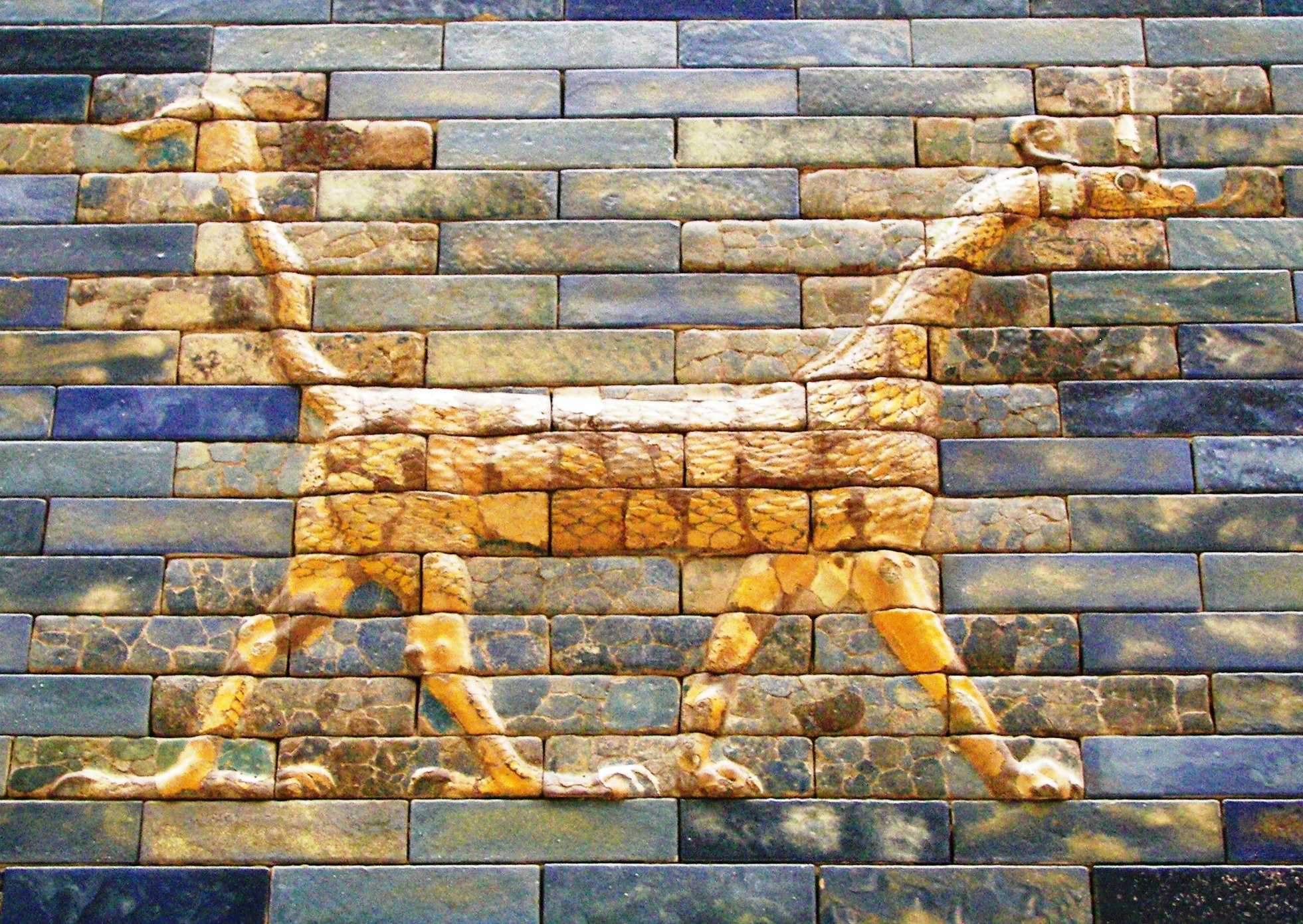
الثور والتنين المرسومين على البوابة - متحف اسطمبول
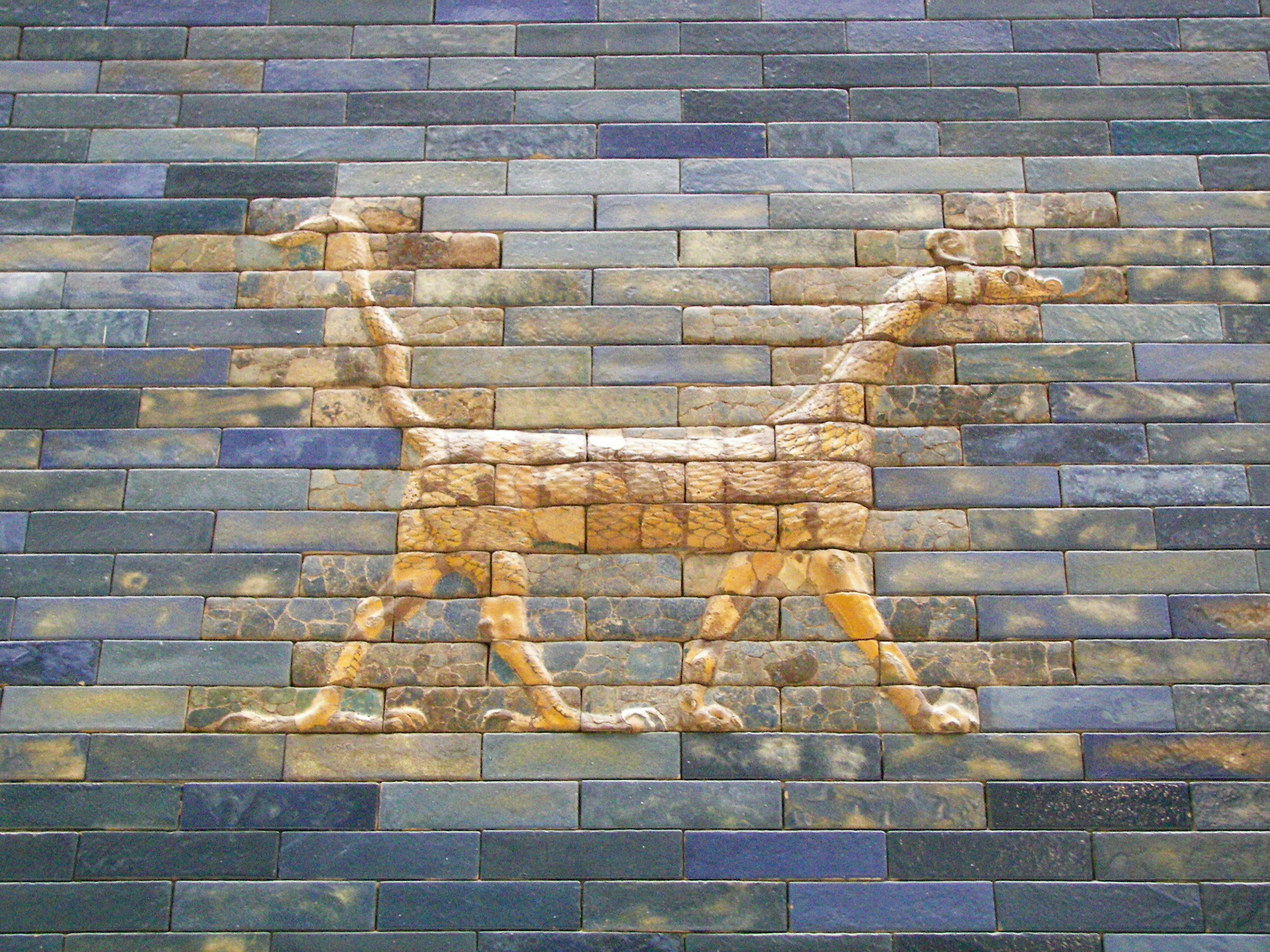
تنين البوابة
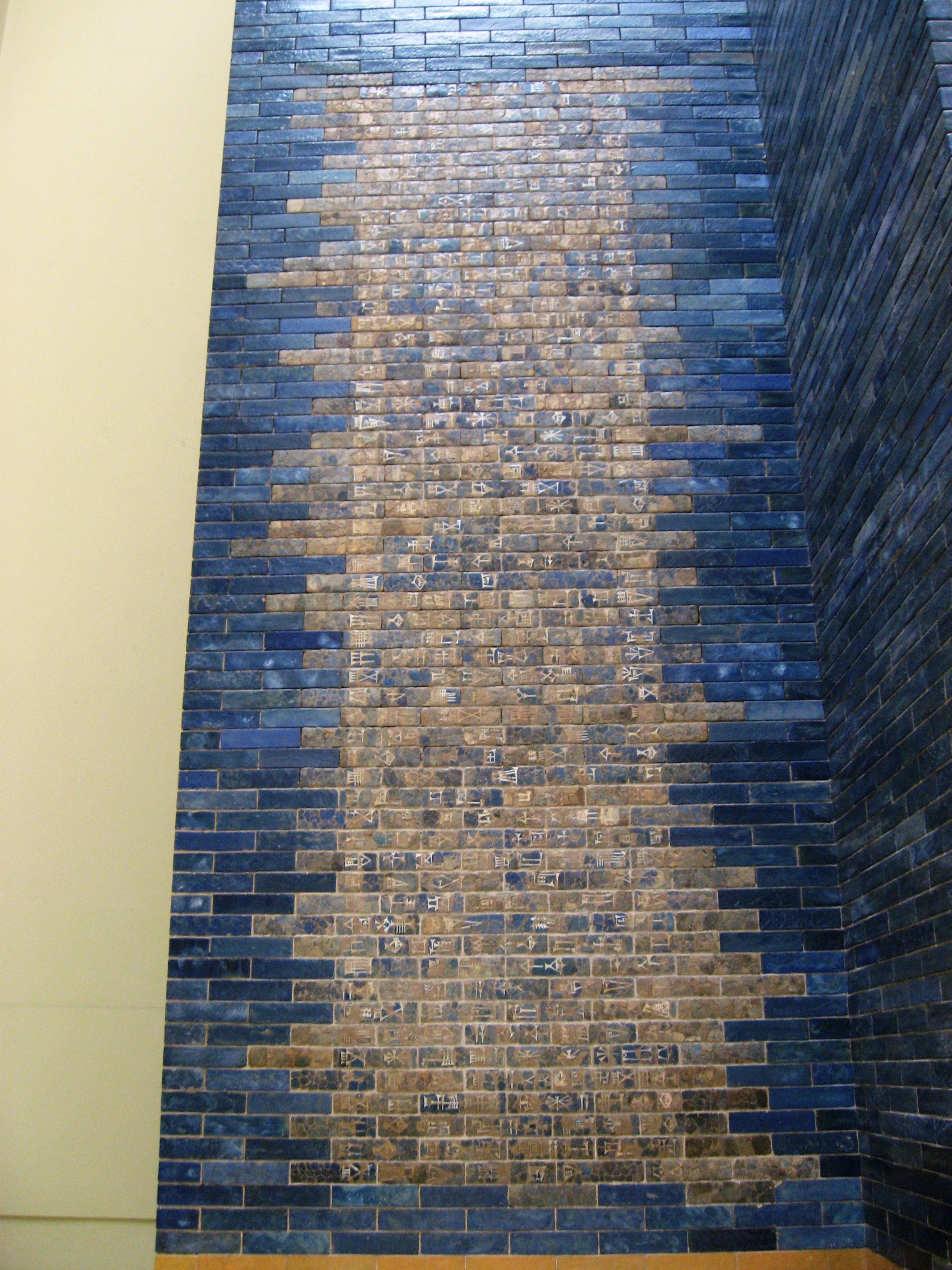
كتابات نبوخذنصر الثاني
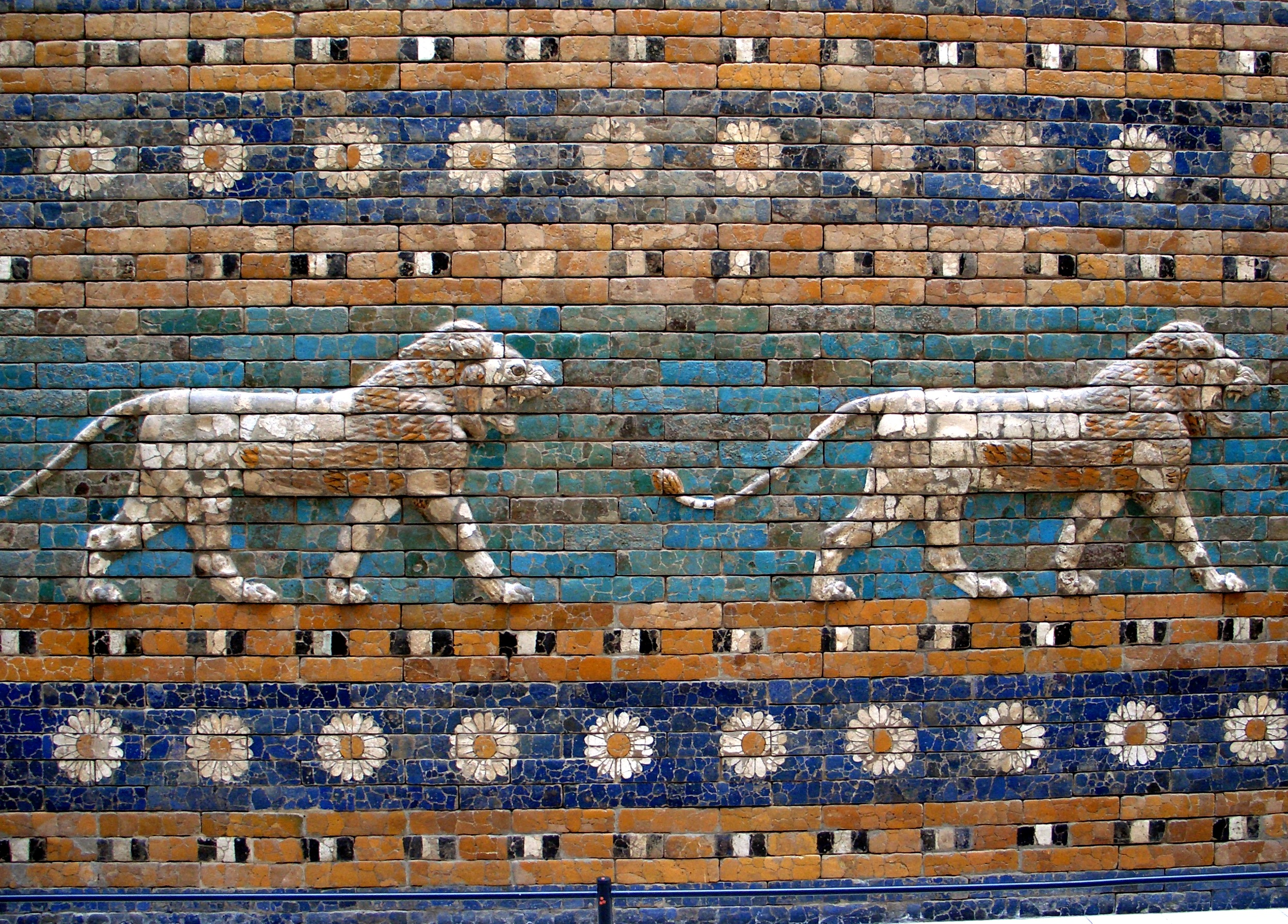
الأسود التي تزين الطريق الرئيس
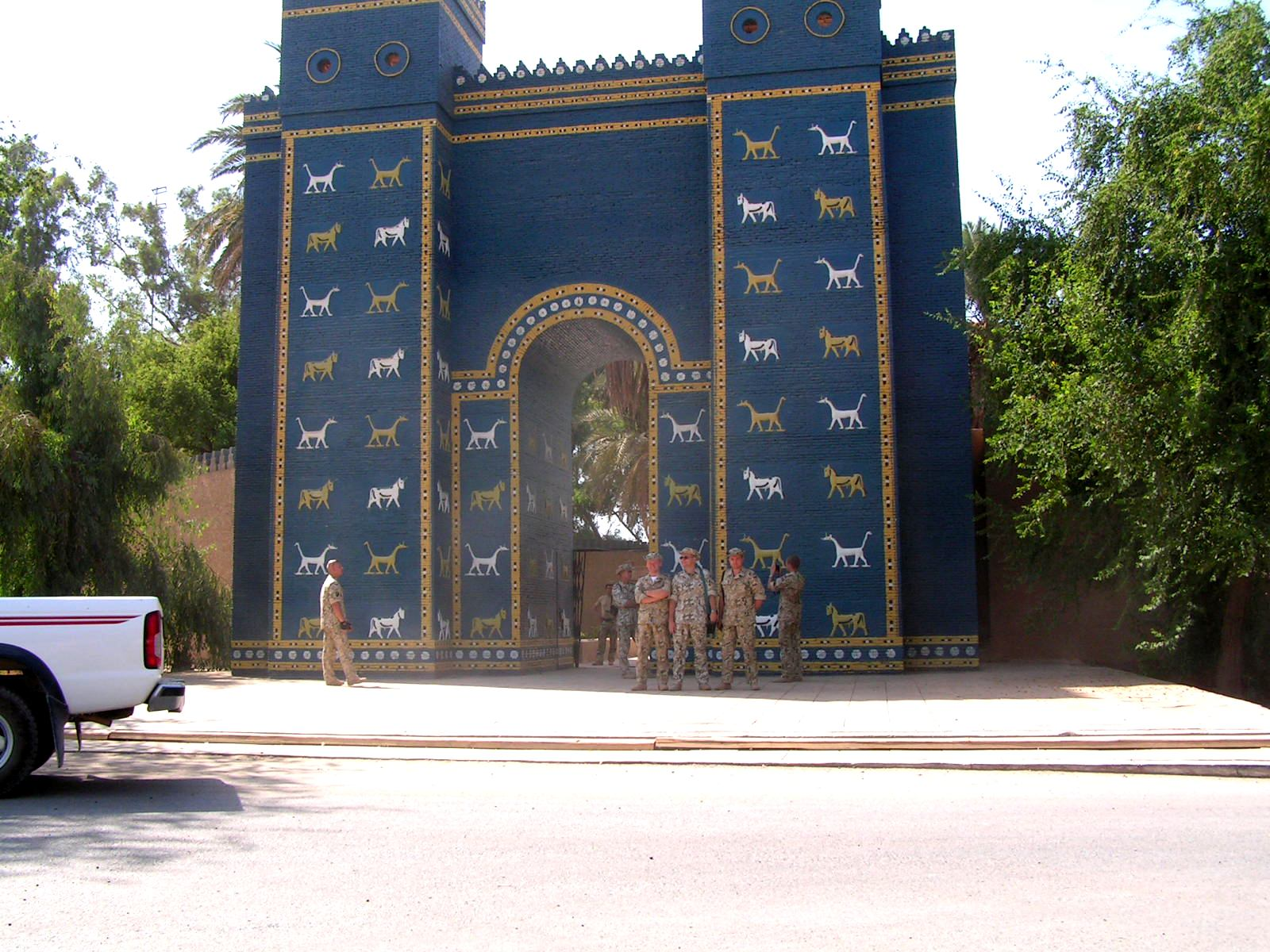
نموذج للبوابة
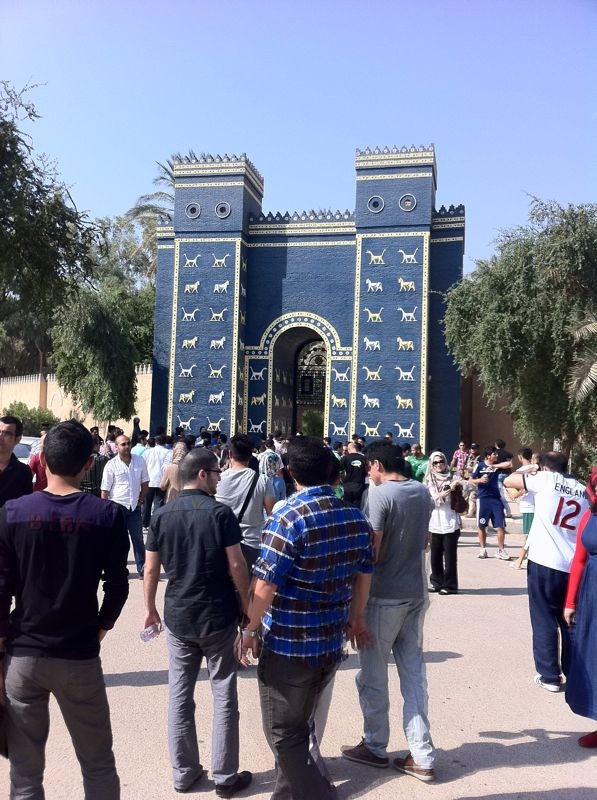
بوابة عشتار في بابل نهاية عام 2011
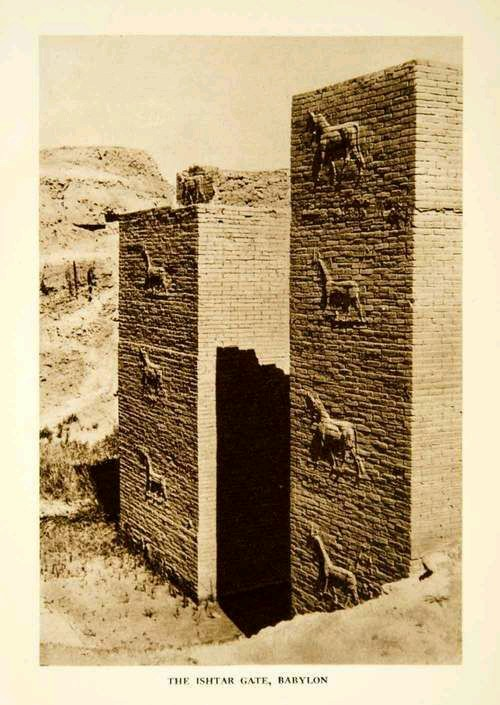
صورة من عام 1938 للبوابة